# Internazionali BNL d'Italia 2017
Internazionali BNL d'Italia 2017, známý také pod názvy Italian Open 2017 nebo Rome Masters 2017, byl společný tenisový turnaj mužského okruhu ATP World Tour a ženského okruhu WTA Tour, hraný v areálu Foro Italico na otevřených antukových dvorcích. Konal se mezi 15. až 21. květnem 2017 v italské metropoli Římě jako sedmdesátý čtvrtý ročník turnaje.
Mužská polovina se po grandslamu řadila do druhé nejvyšší kategorie okruhu ATP World Tour Masters 1000 a její dotace činila 4 507 375 eur. Ženská část disponuovala rozpočtem 3 076 495 dolarů a byla součástí kategorie WTA Premier 5.
Nejvýše nasazenými hráči v soutěžích dvouher se stali světové jedničky Skot Andy Murray a Němka Angelique Kerberová, kteří prošli do finálových duelů. Jako poslední přímí účastníci do dvouher nastoupili kyperský 56. hráč pořadí Marcos Baghdatis a 53. žena klasifikace Jelena Jankovićová ze Srbska.
Čtvrtou trofej v probíhající sezóně vyhrála Ukrajinka Elina Svitolinová, jež se posunula na kariérní maximum, když jí po turnaji poprvé patřilo 6. místo žebříčku. Čtvrtý titul na okruhu ATP Tour si připsal 20letý Němec Alexander Zverev, jenž poprvé triumfoval v sérii Masters. Stal se tak vůbec prvním jejím šampionem narozeným v 90. letech dvacátého století a bodový zisk mu zajistil premiérový kariérní průnik do elitní světové desítky na 10. místo.
Osmou deblovou trofej z okruhu ATP Tour si odvezl francouzský pár Pierre-Hugues Herbert a Nicolas Mahut. Třetí společný titul ze čtyřhry WTA Tour vybojoval tchajwansko-švýcarský pár Čan Jung-žan a Martina Hingisová.

## Rozdělení bodů a finančních odměn

### Rozdělení bodů
| Soutěž       | vítězové | finalisté | semifinalisté | čtvrtfinalisté | 16 v kole | 32 v kole | 64 v kole | Q  | Q2 | Q1 |
| ------------ | -------- | --------- | ------------- | -------------- | --------- | --------- | --------- | -- | -- | -- |
| dvouhra mužů | 1000     | 600       | 360           | 180            | 90        | 45        | 10        | 25 | 16 | 0  |
| čtyřhra mužů | 1000     | 600       | 360           | 180            | 90        | 0         | —         | —  | —  | —  |
| dvouhra žen  | 900      | 585       | 350           | 190            | 105       | 60        | 10        | 30 | 20 | 1  |
| čtyřhra žen  | 900      | 585       | 350           | 190            | 105       | 5         | —         | —  | —  | —  |

### Finanční odměny
| Soutěž                                | vítězové | finalisté | semifinalisté | čtvrtfinalisté | 16 v kole | 32 v kole | 64 v kole | Q2     | Q1     |
| ------------------------------------- | -------- | --------- | ------------- | -------------- | --------- | --------- | --------- | ------ | ------ |
| dvouhra mužů                          | €820 035 | €402 080  | €202 365      | €102 900       | €53 435   | €28 170   | €15 210   | €3 505 | €1 785 |
| dvouhra žen                           | €461 355 | €230 565  | €115 170      | €53 055        | €26 302   | €13 501   | €6 939    | €3 860 | €1 987 |
| čtyřhra mužů                          | €253 950 | €124 330  | €62 360       | €32 010        | €16 550   | €8 730    | —         | —      | —      |
| čtyřhra žen                           | €132 074 | €66 710   | €33 020       | €16 620        | €8 395    | €4 160    | —         | —      | —      |
| částka ve čtyřhrách je uvedena na pár |          |           |               |                |           |           |           |        |        |

## Dvouhra mužů

### Nasazení
| Stát                          | Hráč                 | ATP | Nasazení |
| ----------------------------- | -------------------- | --- | -------- |
| Spojené království            | Andy Murray          | 1.  | 1.       |
| Srbsko                        | Novak Djoković       | 2.  | 2.       |
| Švýcarsko                     | Stan Wawrinka        | 3.  | 3.       |
| Španělsko                     | Rafael Nadal         | 5.  | 4.       |
| Kanada                        | Milos Raonic         | 6.  | 5.       |
| Chorvatsko                    | Marin Čilić          | 7.  | 6.       |
| Japonsko                      | Kei Nišikori         | 8.  | 7.       |
| Rakousko                      | Dominic Thiem        | 9.  | 8.       |
| Belgie                        | David Goffin         | 10. | 9.       |
| Bulharsko                     | Grigor Dimitrov      | 12. | 10.      |
| Francie                       | Lucas Pouille        | 13. | 11.      |
| Česko                         | Tomáš Berdych        | 14. | 12.      |
| USA                           | Jack Sock            | 15. | 13.      |
| Španělsko                     | Albert Ramos-Viñolas | 17. | 14.      |
| Španělsko                     | Pablo Carreño Busta  | 18. | 15.      |
| Německo                       | Alexander Zverev     | 19. | 16.      |
| Žebříček ATP k 8. květnu 2017 |                      |     |          |

### Jiné formy účasti
Následující hráči obdrželi divokou kartu do hlavní soutěže:
- Matteo Berrettini
- Gianluca Mager
- Stefano Napolitano
- Andreas Seppi

Následující hráči postoupili z kvalifikace:
- Nicolás Almagro
- Kevin Anderson
- Aljaž Bedene
- Carlos Berlocq
- Adrian Mannarino
- Thiago Monteiro
- Jan-Lennard Struff

Následující hráči postoupili z kvalifikace jako tzv. šťastní poražení:
- Thomaz Bellucci
- Jared Donaldson
- Ernesto Escobedo

### Odhlášení
před zahájením turnaje
- Marcos Baghdatis → nahradil jej  Jared Donaldson
- Roger Federer → nahradil jej  Dan Evans
- Richard Gasquet → nahradil jej  Florian Mayer
- Steve Johnson → nahradil jej  Kyle Edmund
- Ivo Karlović → nahradil jej  Ernesto Escobedo
- Philipp Kohlschreiber → nahradil jej  Thomaz Bellucci
- Paolo Lorenzi → nahradil jej  Nicolas Mahut
- Gaël Monfils → nahradil jej  Robin Haase
- Gilles Müller → nahradil jej  Ryan Harrison
- Jo-Wilfried Tsonga → nahradil jej  Jiří Veselý

### Skrečování
- Gianluca Mager
- Nicolás Almagro

## Mužská čtyřhra

### Nasazení
| Stát                                                                                   | Hráč                  | Stát      | Hráč              | ATP | Nasazení |
| -------------------------------------------------------------------------------------- | --------------------- | --------- | ----------------- | --- | -------- |
| Finsko                                                                                 | Henri Kontinen        | Austrálie | John Peers        | 3.  | 1.       |
| USA                                                                                    | Bob Bryan             | USA       | Mike Bryan        | 6.  | 2.       |
| Spojené království                                                                     | Jamie Murray          | Brazílie  | Bruno Soares      | 15. | 3.       |
| Francie                                                                                | Pierre-Hugues Herbert | Francie   | Nicolas Mahut     | 17. | 4.       |
| Polsko                                                                                 | Łukasz Kubot          | Brazílie  | Marcelo Melo      | 17. | 5.       |
| Jižní Afrika                                                                           | Raven Klaasen         | USA       | Rajeev Ram        | 21. | 6.       |
| Španělsko                                                                              | Feliciano López       | Španělsko | Marc López        | 28. | 7.       |
| Chorvatsko                                                                             | Ivan Dodig            | Španělsko | Marcel Granollers | 30. | 8.       |
| Žebříček ATP k 8. květnu 2017; číslo je součtem žebříčkového postavení obou členů páru |                       |           |                   |     |          |

### Jiné formy účasti
Následující páry obdržely divokou kartu do hlavní soutěže:
- Simone Bolelli /  Andreas Seppi
- Federico Gaio /  Stefano Napolitano

Následující pár nastoupil z pozice náhradníka:
- Treat Conrad Huey /  Michael Venus

### Odhlášení
před zahájením turnaje
- Nick Kyrgios

## Ženská dvouhra

### Nasazení
| Stát                          | Hráčka                     | WTA | Nasazení |
| ----------------------------- | -------------------------- | --- | -------- |
| Německo                       | Angelique Kerberová        | 2.  | 1.       |
| Česko                         | Karolína Plíšková          | 3.  | 2.       |
| Španělsko                     | Garbiñe Muguruzaová        | 4.  | 3.       |
| Slovensko                     | Dominika Cibulková         | 5.  | 4.       |
| Spojené království            | Johanna Kontaová           | 6.  | 5.       |
| Rumunsko                      | Simona Halepová            | 7.  | 6.       |
| Rusko                         | Světlana Kuzněcovová       | 9.  | 7.       |
| Ukrajina                      | Elina Svitolinová          | 10. | 8.       |
| USA                           | Venus Williamsová          | 12. | 9.       |
| USA                           | Madison Keysová            | 13. | 10.      |
| Rusko                         | Jelena Vesninová           | 14  | 11       |
| Rusko                         | Anastasija Pavljučenkovová | 16. | 12.      |
| Francie                       | Kristina Mladenovicová     | 17. | 13.      |
| Česko                         | Barbora Strýcová           | 18. | 14.      |
| Nizozemsko                    | Kiki Bertensová            | 19. | 15.      |
| Chorvatsko                    | Mirjana Lučićová Baroniová | 21. | 16.      |
| Žebříček WTA k 8. květnu 2017 |                            |     |          |

### Jiné formy účasti
Následující hráčky obdržely divokou kartu do hlavní soutěže:
- Deborah Chiesaová
- Sara Erraniová
- Maria Šarapovová

Následující hráčky postoupily z kvalifikace:
- Mona Barthelová
- Catherine Bellisová
- Darja Gavrilovová
- Anett Kontaveitová
- Jeļena Ostapenková
- Andrea Petkovicová
- Donna Vekićová
- Wang Čchiang

### Odhlášení
před zahájením turnaje
- Ana Konjuhová → nahradila ji  Jaroslava Švedovová
- Agnieszka Radwańská → nahradila ji  Monica Niculescuová
- Coco Vandewegheová → nahradila ji  Misaki Doiová
- Caroline Wozniacká → nahradila ji  Naomi Ósakaová

#### Skrečování
- Darja Kasatkinová
- Garbiñe Muguruzaová
- Maria Šarapovová

## Ženská čtyřhra

### Nasazení
| Stát                                                                                   | Hráčka                | Stát       | Hráčka                | WTA | Nasazení |
| -------------------------------------------------------------------------------------- | --------------------- | ---------- | --------------------- | --- | -------- |
| Rusko                                                                                  | Jekatěrina Makarovová | Rusko      | Jelena Vesninová      | 6.  | 1.       |
| Čínská Tchaj-pej                                                                       | Čan Jung-žan          | Švýcarsko  | Martina Hingisová     | 19. | 2.       |
| Indie                                                                                  | Sania Mirzaová        | Kazachstán | Jaroslava Švedovová   | 20. | 3.       |
| Maďarsko                                                                               | Tímea Babosová        | Česko      | Andrea Hlaváčková     | 23. | 4.       |
| Česko                                                                                  | Karolína Plíšková     | Česko      | Barbora Strýcová      | 30  | 5        |
| USA                                                                                    | Abigail Spearsová     | Slovinsko  | Katarina Srebotniková | 40. | 6.       |
| Kanada                                                                                 | Gabriela Dabrowská    | Čína       | Sü I-fan              | 44. | 7.       |
| Čínská Tchaj-pej                                                                       | Čan Chao-čching       | Lotyšsko   | Jeļena Ostapenková    | 50. | 8.       |
| Žebříček WTA k 8. květnu 2017; číslo je součtem žebříčkového postavení obou členů páru |                       |            |                       |     |          |

### Jiné formy účasti
Následující páry obdržely divokou kartu do hlavní soutěže:
- Deborah Chiesová /  Stefania Rubiniová
- Sara Erraniová /  Martina Trevisanová
- Jelena Jankovićová /  Andrea Petkovicová

Následující pár nastoupil z pozice náhradníka:
- Olga Savčuková /  Elina Svitolinová

### Odhlášení
před zahájením turnaje
- Darja Kasatkinová

## Přehled finále

### Mužská dvouhra
- Alexander Zverev vs.  Novak Djoković, 6–4, 6–3

### Ženská dvouhra
- Elina Svitolinová vs.  Simona Halepová, 4–6, 7–5, 6–1

### Mužská čtyřhra
- Pierre-Hugues Herbert /  Nicolas Mahut vs.  Ivan Dodig /  Marcel Granollers, 4–6, 6–4, [10–3]

### Ženská čtyřhra
- Čan Jung-žan /  Martina Hingisová vs.  Jekatěrina Makarovová /  Jelena Vesninová, 7–5, 7–6(7–4)